# Joseph Agricol Viala

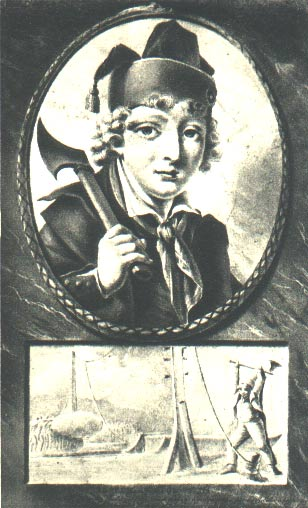

Joseph Agricol Viala (ur. 22 września 1780 w Awinionie, zm. 6 lipca 1793 w Caumont-sur-Durance) – francuski ochotnik, bohater jednej z legend rewolucji francuskiej.

## Życiorys
Viala wychował się w Awinionie. W 1793, w momencie wybuchu powstania federalistów, zaciągnął się do gwardii ochotniczej, która miała bronić miasta przed atakiem przeciwników rewolucji. Stanął na czele oddziału złożonego z najmłodszych ochotników o nazwie "Nadzieja ojczyzny". W lipcu 1793 został zabity w czasie walk nad rzeką Durance, kiedy usiłował zniszczyć prowizoryczną przeprawę przez rzekę pod ogniem przeciwnika, przecinając toporkiem podtrzymujące ją liny. Trafiony kulą w klatkę piersiową, miał zakrzyknąć, padając: "Trafili mnie! Wszystko mi jedno, umieram za wolność"! (w dialekcie południowofrancuskim: M’an pas manqua ! Aquo es egaou ; more per la libertat.). Republikanie nie zdołali powstrzymać przeprawiających się federalistów, jak również zabrać ze sobą ciała Viali, które zostało zmasakrowane przez federalistów i wrzucone do rzeki.

## Legenda
Podobnie jak inny nieletni ochotnik francuski Joseph Bara, Viala stał się przedmiotem rewolucyjnego kultu, szczególnie krzewionego wśród młodzieży. Planowano umieścić w Panteonie, obok nagrobka Bary, symboliczną tablicę ku czci Viali. Na 28 lipca 1794 planowano święto w Paryżu poświęcone przedwcześnie zmarłych francuskim ochotnikom; nie odbyło się ono z powodu przewrotu thermidoriańskiego. Jakobin Claude Payan wydał broszurę biograficzną, która przyczyniła się do dalszego szerzenia popularności Viali. Grawiura z jego wizerunkiem, razem z podobną przedstawiającą czyny Bary, stała się obowiązkowym wyposażeniem każdej szkoły.
Viala został również bohaterem wielu utworów pisanych na zamówienie władz: podobnie jak Bara, jest bohaterem jednej ze zwrotek Pieśni wymarszu, sztuki Louisa Jadina Agricol Viala, a jego nazwisko zostało wyryte na paryskim Łuku Triumfalnym. W odróżnieniu od kultu Bary, który już w czasach III Republiki Francuskiej zaczął być kwestionowany jako sztuczny, legenda Viali trwała nadal, głównie dlatego, że fakty dotyczące okoliczności jego śmierci - która w odróżnieniu od śmierci Bary była widziana przez kilkuset świadków - były potwierdzone i pewne.
Joseph Viala i jego śmierć były jedną z inspiracji Wiktora Hugo przy tworzeniu postaci Gavroche'a, bohatera Nędzników.